# Süreyya Ayhan
Süreyya Ayhan (* 6. September 1978 in Korgun, Provinz Çankırı) ist eine türkische Mittelstreckenläuferin, die als erste Frau ihres Landes bei internationalen Leichtathletiktitelkämpfen eine Medaille gewann.
Bei den Weltmeisterschaften 2001 in Edmonton wurde sie Achte im 1500-Meter-Lauf. Bei den Europameisterschaften 2002 in München gewann sie dann die Goldmedaille über diese Distanz. Die beste Platzierung zuvor eines Leichtathleten aus der Türkei bei Europameisterschaften war 1950 ein dritter Platz im Dreisprung durch Ruhi Sarıalp. Daraufhin wurde Ayhan zu Europas Leichtathletin des Jahres gewählt. Bei den Weltmeisterschaften 2003 in Paris/Saint-Denis wurde sie Zweite hinter Tatjana Tomaschowa.
2002 erhielt sie den Sedat-Simavi-Preis für Sport.
Sie ist mit ihrem Trainer Yücel Kop, einem ehemaligen Skilangläufer, verheiratet. Die Beziehung erregte Aufsehen, da sie in der Öffentlichkeit bekannt wurde, als Kop noch mit einer anderen Frau verehelicht war.
Im August 2004 wurde wegen eines Versuchs, bei einem Dopingtest eine fremde Urinprobe abzuliefern, eine zweijährige Sperre gegen sie verhängt. Nachdem sie im September 2007 positiv auf anabole Steroide getestet wurde, wurde sie wegen Dopings mit einer lebenslangen Sperre belegt. Am 30. Mai 2008 reduzierte der türkische Sportverband dann allerdings ihre Sperre auf vier Jahre.
Im November 2009 erfolgte eine erneute lebenslange Sperre durch den Internationalen Sportgerichtshof.